# Леденёв, Виталий Сергеевич
Виталий Сергеевич Леденёв (бел. 	Віталь Сяргеевіч Ледзянёў; род. 26 марта 1979, Минск) — белорусский футболист, нападающий. Футбольный агент.

## Карьера
Футбольную карьеру начал в командах минского «Динамо», а в начале 1999 года футболист присоединился к основной команде динамовцев. Дебютировал в рамках Высшей Лиги 18 апреля 1999 года против гродненского клуба «Неман-Белкард». В 2003 году футболист на правах арендного соглашения провёл сезон в минском «Торпедо-СКА», по окончании которого вернулся в распоряжение «Динамо». В 2004 году футболист вместе с минским клубом стал победителем чемпионата. В январе 2005 года на полгода на правах арендного соглашения стал игроком мозырской «Славии».
В июле 2005 года футболист перешёл в израильский клуб «Маккаби» (Нетания), откуда затем перешёл в «Хапоэль» (Хайфа). В 2006 году вернулся в белорусский чемпионат, пополнив ряды бобруйской «Белшины». Позже выступал за азербайджанский клуб МКТ-Араз и несвижский «Верас». В феврале 2008 года подписал контракт с израильским клубом «Маккаби Ахи». Вторую половину 2008 года футболист провёл в армянском клубе «Бананц». В 2009 году выступал за МТЗ-РИПО.
Под конец игровой карьеры был игроком бакинского «Интера», армянского клуба «Улисс», а в июле 2010 года пополнил ряды молдавского клуба «Дачия». Затем выступал в польской «Олимпии» и белорусской «Городее». В 2012 году завершил профессиональную карьеру футболиста и позже стал футбольным агентом.

## Международная карьера
В сентябре 2000 года футболист в составе молодёжной сборной Беларуси отправился на квалификационные матчи молодёжного чемпионата Европы. Дебютировал за сборную 1 сентября 2000 года в матче против сборной Уэльса, отличившись своим дебютным забитым голом. В марте 10 октября 2000 года против Армении отличился дублем.

## Достижения
«Динамо» Минск
- Победитель Высшей Лиги — 2004